# Saint-Séglin
Saint-Séglin (en bretó Sant-Sewenn, en gal·ló Saent-Segelein) és un municipi francès, situat a la regió de Bretanya, al departament d'Ille i Vilaine.

## Demografia
| 1962                                       | 1968 | 1975 | 1982 | 1990 | 1999 |
| ------------------------------------------ | ---- | ---- | ---- | ---- | ---- |
| 465                                        | 512  | 495  | 411  | 409  | 433  |
| Des de 1962: població sense dobles comptes |      |      |      |      |      |

## Administració
| Període   | Identitat       | Partit |
| --------- | --------------- | ------ |
| 1983-2008 | Joseph Barre    |        |
| 2008-     | Claude Dutertre |        |